# Acumata (Ort)
Acumata (Acu-Mata, Asu Mata, Asumata) ist eine osttimoresische Siedlung im Suco Acubilitoho (Verwaltungsamt Lequidoe, Gemeinde Aileu).

## Geographie und Einrichtungen
Das Dorf Acumata liegt im Nordosten der Aldeia Acumata in einer Meereshöhe von 1066 m. Eine kleine Straße verbindet das Dorf mit der Außenwelt. Etwa einen halben Kilometer nordöstlich liegt das Dorf Bereleu (Suco Berelau). Zur Aldeia Acumata gehört eine weitere kleine Siedlung einen halben Kilometer weiter südwestlich. Im benachbarten Suco Betulau liegen in dieser Richtung die Orte Lebutun und Naumata.
Neben einem Haus des Kreuzes für die Jugend (Uma Cruz Jovem) gibt es im Ort Acumata ein Wassertank.